# Discografia degli Iron Maiden
La discografia degli Iron Maiden, gruppo musicale heavy metal britannico, è costituita da numerosi album in studio e dal vivo, raccolte e singoli pubblicati tra il 1979 e il 2021.
A ciò vanno conteggiati anche alcuni EP e svariati album video, usciti nello stesso periodo.

## Album

### Album in studio
| Anno                                                                                               | Titolo                                                                     | Classifiche | Classifiche | Classifiche | Classifiche | Classifiche | Classifiche | Classifiche | Classifiche | Classifiche | Classifiche | Classifiche | Classifiche | Certificazioni |
| Anno                                                                                               | Titolo                                                                     | UK          | AUT         | CAN         | FIN         | GER         | ITA         | JPN         | NLD         | NOR         | SWE         | SWI         | USA         | Certificazioni |
| -------------------------------------------------------------------------------------------------- | -------------------------------------------------------------------------- | ----------- | ----------- | ----------- | ----------- | ----------- | ----------- | ----------- | ----------- | ----------- | ----------- | ----------- | ----------- | --- |
| 1980                                                                                               | Iron Maiden - Pubblicato: 11 aprile 1980 - Etichetta: EMI                  | 4           | —           | —           | —           | —           | 67          | —           | —           | —           | 27          | —           | —           | - CAN: Platino - GER: Oro - UK: Platino |
| 1981                                                                                               | Killers - Pubblicato: 2 febbraio 1981 - Etichetta: EMI                     | 12          | 20          | —           | 18          | 10          | 79          | —           | —           | 19          | 11          | 8           | 78          | - CAN: Platino - GER: Oro - SWE: Oro - FRA: Oro - UK: Oro - US: Oro                                                                        |
| 1982                                                                                               | The Number of the Beast - Pubblicato: 22 marzo 1982 - Etichetta: EMI       | 1           | 3           | 11          | 15          | 11          | 10          | —           | 6           | 13          | 7           | 12          | 33          | - AUT: Oro - CAN: 3× Platino - FRA: Oro - GER: Oro - ITA: Oro - NLD: Oro - SWI: Oro - UK: Platino - US: Platino                            |
| 1983                                                                                               | Piece of Mind - Pubblicato: 16 maggio 1983 - Etichetta: EMI                | 3           | 10          | 10          | 2           | 8           | 18          | —           | 9           | 9           | 6           | —           | 14          | - CAN: 2× Platino - FIN: Oro - GER: Oro - UK: Platino - US: Platino                                                                        |
| 1984                                                                                               | Powerslave - Pubblicato: 3 settembre 1984 - Etichetta: EMI                 | 2           | 15          | 21          | 4           | 9           | —           | —           | 5           | 4           | 5           | 10          | 21          | - CAN: 2× Platino - GER: Oro - UK: Oro - US: Platino                                                                                       |
| 1986                                                                                               | Somewhere in Time - Pubblicato: 29 settembre 1986 - Etichetta: EMI         | 3           | 10          | 15          | 1           | 8           | 14          | —           | 2           | 8           | 6           | 22          | 11          | - BRA: Oro - CAN: Platino - GER: Oro - UK: Oro - US: Platino                                                                               |
| 1988                                                                                               | Seventh Son of a Seventh Son - Pubblicato: 11 aprile 1988 - Etichetta: EMI | 1           | 6           | 11          | 1           | 4           | 8           | 39          | 2           | 3           | 3           | 2           | 12          | - CAN: Platino - GER: Oro - SWI: Oro - UK: Oro - US: Oro                                                                                   |
| 1990                                                                                               | No Prayer for the Dying - Pubblicato: 1º ottobre 1990 - Etichetta: EMI     | 2           | 19          | 27          | 3           | 7           | 15          | 16          | 31          | 4           | 6           | 11          | 17          | - CAN: Platino - UK: Oro - US: Oro |
| 1992                                                                                               | Fear of the Dark - Pubblicato: 11 maggio 1992 - Etichetta: EMI             | 1           | 8           | 12          | 4           | 5           | 7           | 11          | 36          | 6           | 8           | 5           | 12          | - CAN: Oro - FRA: Oro - ITA: Oro - UK: Oro                                                                                                 |
| 1995                                                                                               | The X Factor - Pubblicato: 2 ottobre 1995 - Etichetta: EMI                 | 8           | 19          | —           | 2           | 16          | 5           | 17          | 29          | 25          | 4           | 27          | 147         | - UK: Argento |
| 1998                                                                                               | Virtual XI - Pubblicato: 23 marzo 1998 - Etichetta: EMI                    | 16          | 24          | 60          | 6           | 16          | 7           | 19          | 26          | 28          | 16          | 39          | 124         | - UK: Argento |
| 2000                                                                                               | Brave New World - Pubblicato: 29 maggio 2000 - Etichetta: EMI              | 7           | 10          | 13          | 2           | 3           | 3           | 13          | 16          | 4           | 1           | 9           | 39          | - BRA: Oro - CAN: Oro - FIN: Oro - GRE: Oro - GER: Oro - POL: Oro - SWE: Oro - UK: Oro                                                     |
| 2003                                                                                               | Dance of Death - Pubblicato: 8 settembre 2003 - Etichetta: EMI             | 2           | 3           | 5           | 1           | 2           | 1           | 11          | 10          | 3           | 1           | 2           | 18          | - ARG: Oro - BRA: Oro - FIN: Oro - GER: Oro - GRE: Oro - SWE: Oro - UK: Oro                                                                |
| 2006                                                                                               | A Matter of Life and Death - Pubblicato: 25 agosto 2006 - Etichetta: EMI   | 4           | 4           | 2           | 1           | 1           | 1           | 11          | 7           | 2           | 1           | 2           | 9           | - BRA: Oro - CAN: Oro - FIN: Platino - GER: Oro - GRE: Oro - SWE: Oro - SWI: Oro - UK: Oro                                                 |
| 2010                                                                                               | The Final Frontier - Pubblicato: 16 agosto 2010 - Etichetta: EMI           | 1           | 1           | 1           | 1           | 1           | 1           | 5           | 2           | 1           | 1           | 1           | 4           | - BRA: Platino - CAN: Oro - FIN: Platino - FRA: Oro - GER: Oro - ITA: Oro - NOR: Oro - POL: Oro - RUS: Oro - SWE: Oro - SWI: Oro - UK: Oro |
| 2015                                                                                               | The Book of Souls - Pubblicato: 4 settembre 2015 - Etichetta: Parlophone   | 1           | 1           | 1           | 1           | 1           | 1           | 1           | 1           | 1           | 1           | 1           | 4           | - AUT: Oro - CAN: Oro - FIN: Oro - FRA: Oro - GER: Oro - ITA: Oro - NOR: Oro - UK: Oro                                                     |
| 2021                                                                                               | Senjutsu - Pubblicato: 3 settembre 2021 - Etichetta: Parlophone            | 2           | 1           | 5           | 1           | 1           | 1           | 10          | 2           | 5           | 1           | 1           | 3           | - ITA: Oro - UK: Argento |
| "—" indica una pubblicazione che non si è classificata o che non è stata pubblicata in quel Paese. |                                                                            |             |             |             |             |             |             |             |             |             |             |             |             | |

### Album dal vivo
| Anno                                                                                               | Titolo | Classifiche | Classifiche | Classifiche | Classifiche | Classifiche | Classifiche | Classifiche | Classifiche | Classifiche | Classifiche | Classifiche | Classifiche | Certificazioni                                                             |
| Anno                                                                                               | Titolo | UK          | AUT         | CAN         | FIN         | GER         | ITA         | JPN         | NLD         | NOR         | SWE         | SWI         | US          | Certificazioni                                                             |
| -------------------------------------------------------------------------------------------------- | --- | ----------- | ----------- | ----------- | ----------- | ----------- | ----------- | ----------- | ----------- | ----------- | ----------- | ----------- | ----------- | -------------------------------------------------------------------------- |
| 1985                                                                                               | Live After Death - Pubblicato: 14 ottobre 1985 - Etichetta: EMI                                                     | 2           | —           | 24          | 8           | 10          | —           | —           | 8           | 13          | 8           | 26          | 19          | - AUT: Oro - CAN: 2× Platino - GER: Oro - SWE: Oro - UK: Oro - US: Platino |
| 1993                                                                                               | A Real Live One - Pubblicato: 22 marzo 1993 - Etichetta: EMI (0777–7–81456–2–2)                                     | 3           | 11          | —           | 6           | 25          | 14          | 29          | 45          | —           | 30          | 25          | 106         | - FRA: Oro                                                                 |
| 1993                                                                                               | A Real Dead One - Pubblicato: 18 ottobre 1993 - Etichetta: EMI                                                      | 12          | —           | —           | 12          | 50          | —           | 16          | 97          | —           | 14          | 37          | 140         |                                                                            |
| 1993                                                                                               | Live at Donington - Pubblicato: 8 novembre 1993 - Etichetta: EMI                                                    | 23          | —           | —           | —           | —           | —           | 39          | —           | —           | —           | —           | —           |                                                                            |
| 2002                                                                                               | Rock in Rio - Pubblicato: 25 marzo 2002 - Etichetta: EMI                                                            | 15          | 17          | —           | 8           | 13          | 7           | 43          | 43          | 14          | 14          | 17          | 186         | - BRA: Oro - GER: Oro - UK: Argento                                        |
| 2005                                                                                               | Death on the Road - Pubblicato: 30 agosto 2005 - Etichetta: EMI                                                     | 22          | 23          | —           | 5           | 17          | 13          | 106         | 39          | 12          | 7           | 17          | —           | - UK: Argento                                                              |
| 2009                                                                                               | Flight 666: The Original Soundtrack - Pubblicato: 25 maggio 2009 - Etichetta: EMI                                   | 15          | 36          | 17          | 14          | 6           | 22          | 61          | 50          | 22          | 25          | 24          | 34          | - CAN: Oro                                                                 |
| 2012                                                                                               | En vivo! - Pubblicato: 26 marzo 2012 - Etichetta: EMI                                                               | 19          | 17          | 39          | 8           | 4           | 17          | 111         | 42          | 16          | 11          | 19          | 80          |                                                                            |
| 2013                                                                                               | Maiden England '88 - Pubblicato: 25 marzo 2013 - Etichetta: EMI                                                     | 30          | 23          | —           | 21          | 14          | 26          | 108         | 49          | 29          | 12          | 26          | 148         |                                                                            |
| 2017                                                                                               | The Book of Souls: Live Chapter - Pubblicato: 17 novembre 2017 - Etichetta: Parlophone                              | 17          | 10          | 44          | 8           | 5           | 17          | —           | 23          | 19          | 8           | 5           | 49          |                                                                            |
| 2020                                                                                               | Nights of the Dead, Legacy of the Beast: Live in Mexico City - Pubblicato: 20 novembre 2020 - Etichetta: Parlophone |             |             |             |             |             |             |             |             |             |             |             |             |                                                                            |
| "—" indica una pubblicazione che non si è classificata o che non è stata pubblicata in quel Paese. | |             |             |             |             |             |             |             |             |             |             |             |             |                                                                            |

### Raccolte
| Anno                                                                                               | Titolo                                                                                               | Classifiche | Classifiche | Classifiche | Classifiche | Classifiche | Classifiche | Classifiche | Classifiche | Classifiche | Classifiche | Classifiche | Certificazioni                                                |
| Anno                                                                                               | Titolo                                                                                               | UK          | AUT         | BEL         | FIN         | GER         | ITA         | JPN         | NLD         | NZ          | SWE         | US          | Certificazioni                                                |
| -------------------------------------------------------------------------------------------------- | --- | ----------- | ----------- | ----------- | ----------- | ----------- | ----------- | ----------- | ----------- | ----------- | ----------- | ----------- | ------------------------------------------------------------- |
| 1996                                                                                               | Best of the Beast - Pubblicato: 24 settembre 1996 - Etichetta: EMI                                   | 16          | 41          | 28          | 8           | 42          | 22          | 26          | 25          | 37          | 11          | —           | - ARG: Platino - BRA: Oro - FIN: Oro - SWE: Platino - UK: Oro |
| 1998                                                                                               | A Real Live Dead One - Pubblicato: 22 settembre 1998 - Etichetta: EMI                                | —           | —           | —           | —           | —           | —           | —           | —           | —           | —           | —           | - UK: Argento                                                 |
| 1999                                                                                               | Ed Hunter - Pubblicato: 25 maggio 1999 - Etichetta: Sanctuary                                        | —           | —           | —           | 27          | 94          | —           | —           | 69          | —           | 43          | —           | - UK: Argento                                                 |
| 2002                                                                                               | Edward the Great - Pubblicato: 5 novembre 2002 - Etichetta: EMI                                      | 57          | —           | 46          | 34          | —           | —           | 242         | —           | —           | 16          | —           | - CAN: Oro - FIN: Oro - SWE: Oro - UK: Oro                    |
| 2005                                                                                               | The Essential Iron Maiden - Pubblicato: 5 luglio 2005 - Etichetta: Sanctuary                         | —           | —           | —           | —           | —           | —           | —           | —           | —           | —           | —           |                                                               |
| 2008                                                                                               | Somewhere Back in Time: The Best of 1980-1989 - Pubblicato: 12 maggio 2008 - Etichetta: EMI          | 14          | 26          | 19          | 3           | 84          | 27          | 39          | 74          | 24          | 2           | 58          | - FIN: Oro - SWE: Oro - UK: Platino                           |
| 2011                                                                                               | From Fear to Eternity: The Best of 1990-2010 - Pubblicato: 6 giugno 2011 - Etichetta: EMI (027-3622) | 19          | 22          | 26          | 11          | 19          | 23          | 100         | 45          | 16          | 6           | 86          | - UK: Argento                                                 |
| "—" indica una pubblicazione che non si è classificata o che non è stata pubblicata in quel Paese. | |             |             |             |             |             |             |             |             |             |             |             |                                                               |

### Box set
| Anno | Titolo                                                              |
| ---- | ------------------------------------------------------------------- |
| 1990 | The First Ten Years - Pubblicato: 24 febbraio 1990 - Etichetta: EMI |
| 1998 | Eddie's Head - Pubblicato: 1º dicembre 1998 - Etichetta: Raw Power  |
| 2002 | Eddie's Archive - Pubblicato: 4 novembre 2002 - Etichetta: EMI      |

## Extended play
| Anno                                                                                               | Titolo                                                                                 | Classifiche | Classifiche | Classifiche | Classifiche | Classifiche |
| Anno                                                                                               | Titolo                                                                                 | UK          | FIN         | GER         | IRE         | US Main.    |
| -------------------------------------------------------------------------------------------------- | -------------------------------------------------------------------------------------- | ----------- | ----------- | ----------- | ----------- | ----------- |
| 1979                                                                                               | The Soundhouse Tapes - Pubblicato: 9 novembre 1979 - Etichetta: Rock Hard              | —           | —           | —           | —           | —           |
| 1980                                                                                               | Live!! +one - Pubblicato: novembre 1980 - Etichetta: EMI                               | —           | —           | —           | —           | —           |
| 1981                                                                                               | Maiden Japan - Pubblicato: 14 settembre 1981 - Etichetta: EMI                          | 43          | —           | —           | —           | —           |
| 2004                                                                                               | No More Lies: Dance of Death Souvenir EP' - Pubblicato: 29 marzo 2004 - Etichetta: EMI | —           | 3           | 36          | 25          | 30          |
| "—" indica una pubblicazione che non si è classificata o che non è stata pubblicata in quel Paese. |                                                                                        |             |             |             |             |             |

## Singoli
| Anno                                                                                               | Titolo                                  | Classifiche              | Classifiche              | Classifiche              | Classifiche              | Classifiche              | Classifiche              | Classifiche              | Classifiche              | Classifiche              | Classifiche              | Classifiche              | Classifiche              | Classifiche              | Album di provenienza         |
| Anno                                                                                               | Titolo                                  | UK                       | CAN                      | FIN                      | FRA                      | GER                      | IRE                      | ITA                      | NLD                      | NOR                      | SWE                      | SWI                      | US                       | US Rock                  | Album di provenienza         |
| -------------------------------------------------------------------------------------------------- | --------------------------------------- | ------------------------ | ------------------------ | ------------------------ | ------------------------ | ------------------------ | ------------------------ | ------------------------ | ------------------------ | ------------------------ | ------------------------ | ------------------------ | ------------------------ | ------------------------ | ---------------------------- |
| 1980                                                                                               | Running Free                            | 34                       | —                        | —                        | —                        | —                        | —                        | —                        | —                        | —                        | —                        | —                        | —                        | —                        | Iron Maiden                  |
| 1980                                                                                               | Sanctuary                               | 29                       | —                        | —                        | —                        | —                        | —                        | —                        | —                        | —                        | —                        | —                        | —                        | 38                       | Iron Maiden                  |
| 1980                                                                                               | Women in Uniform                        | 35                       | —                        | —                        | —                        | —                        | —                        | —                        | —                        | —                        | —                        | —                        | —                        | —                        | /                            |
| 1981                                                                                               | Twilight Zone/Wrathchild                | 31                       | —                        | —                        | —                        | —                        | —                        | —                        | —                        | —                        | —                        | —                        | —                        | 31                       | Killers                      |
| 1981                                                                                               | Purgatory                               | 52                       | —                        | —                        | —                        | —                        | —                        | —                        | —                        | —                        | —                        | —                        | —                        | —                        | Killers                      |
| 1982                                                                                               | Run to the Hills                        | 7                        | —                        | —                        | —                        | 55                       | 16                       | —                        | —                        | —                        | —                        | —                        | —                        | 12                       | The Number of the Beast      |
| 1982                                                                                               | The Number of the Beast                 | 3                        | 12                       | 2                        | 23                       | 76                       | 11                       | 3                        | 98                       | 23                       | 12                       | 78                       | —                        | —                        | The Number of the Beast      |
| 1983                                                                                               | Flight of Icarus                        | 11                       | —                        | 19                       | —                        | —                        | 14                       | —                        | —                        | —                        | —                        | —                        | —                        | 8                        | Piece of Mind                |
| 1983                                                                                               | The Trooper                             | 12                       | 5                        | 18                       | —                        | —                        | 12                       | —                        | —                        | —                        | 5                        | 5                        | —                        | 18                       | Piece of Mind                |
| 1984                                                                                               | 2 Minutes to Midnight                   | 11                       | —                        | —                        | —                        | 70                       | 10                       | —                        | —                        | —                        | —                        | —                        | —                        | 25                       | Powerslave                   |
| 1984                                                                                               | Aces High                               | 20                       | —                        | —                        | —                        | —                        | 29                       | —                        | —                        | —                        | —                        | —                        | —                        | 13                       | Powerslave                   |
| 1985                                                                                               | Running Free (Live)                     | 19                       | —                        | —                        | —                        | —                        | 12                       | —                        | —                        | —                        | —                        | —                        | —                        | —                        | Live After Death             |
| 1985                                                                                               | Run to the Hills (live)                 | 26                       | —                        | —                        | —                        | —                        | 18                       | —                        | —                        | —                        | —                        | —                        | —                        | —                        | Live After Death             |
| 1986                                                                                               | Wasted Years                            | 18                       | —                        | 3                        | —                        | —                        | 11                       | —                        | —                        | —                        | —                        | —                        | —                        | —                        | Somewhere in Time            |
| 1986                                                                                               | Stranger in a Strange Land              | 22                       | —                        | 4                        | —                        | —                        | 18                       | —                        | —                        | —                        | —                        | —                        | —                        | —                        | Somewhere in Time            |
| 1988                                                                                               | Can I Play with Madness                 | 3                        | —                        | 2                        | —                        | 23                       | 3                        | —                        | 6                        | 4                        | 12                       | 23                       | —                        | 4                        | Seventh Son of a Seventh Son |
| 1988                                                                                               | The Evil That Men Do                    | 5                        | —                        | 4                        | —                        | —                        | 4                        | —                        | 23                       | 7                        | —                        | —                        | —                        | —                        | Seventh Son of a Seventh Son |
| 1988                                                                                               | The Clairvoyant                         | 6                        | —                        | —                        | —                        | —                        | 7                        | —                        | —                        | —                        | —                        | —                        | —                        | —                        | Seventh Son of a Seventh Son |
| 1989                                                                                               | Infinite Dreams (Live)                  | 6                        | —                        | —                        | —                        | —                        | 6                        | —                        | —                        | —                        | —                        | —                        | —                        | —                        | Maiden England               |
| 1990                                                                                               | Holy Smoke                              | 3                        | —                        | 1                        | —                        | —                        | 4                        | —                        | —                        | —                        | —                        | 20                       | —                        | —                        | No Prayer for the Dying      |
| 1990                                                                                               | Bring Your Daughter... To the Slaughter | 1                        | —                        | 2                        | —                        | —                        | 6                        | —                        | —                        | —                        | —                        | 19                       | —                        | 27                       | No Prayer for the Dying      |
| 1992                                                                                               | Be Quick or Be Dead                     | 2                        | —                        | 1                        | —                        | 32                       | 10                       | —                        | —                        | 3                        | 15                       | 15                       | —                        | 34                       | Fear of the Dark             |
| 1992                                                                                               | From Here to Eternity                   | 21                       | —                        | 13                       | —                        | —                        | 27                       | —                        | —                        | —                        | —                        | —                        | —                        | —                        | Fear of the Dark             |
| 1992                                                                                               | Wasting Love                            | —                        | —                        | —                        | —                        | —                        | —                        | 60                       | —                        | —                        | —                        | —                        | —                        | 15                       | Fear of the Dark             |
| 1993                                                                                               | Fear of the Dark (Live)                 | 8                        | —                        | 8                        | —                        | —                        | 17                       | —                        | —                        | —                        | —                        | —                        | —                        | —                        | A Real Live One              |
| 1993                                                                                               | Hallowed Be Thy Name (Live)             | 9                        | —                        | —                        | —                        | —                        | 16                       | —                        | —                        | —                        | —                        | —                        | —                        | —                        | A Real Dead One              |
| 1995                                                                                               | Man on the Edge                         | 10                       | —                        | 1                        | 33                       | —                        | —                        | 22                       | —                        | 18                       | 23                       | —                        | —                        | —                        | The X Factor                 |
| 1996                                                                                               | Lord of the Flies                       | —                        | —                        | —                        | —                        | —                        | —                        | —                        | —                        | —                        | —                        | —                        | —                        | —                        | The X Factor                 |
| 1996                                                                                               | Virus                                   | 16                       | —                        | 3                        | —                        | —                        | —                        | —                        | 48                       | —                        | 31                       | —                        | —                        | 36                       | Best of the Beast            |
| 1998                                                                                               | The Angel and the Gambler               | 18                       | —                        | 3                        | —                        | 61                       | —                        | 3                        | 52                       | —                        | 29                       | —                        | —                        | 24                       | Virtual XI                   |
| 1998                                                                                               | Futureal                                | —                        | —                        | —                        | —                        | —                        | —                        | —                        | —                        | —                        | —                        | —                        | —                        | —                        | Virtual XI                   |
| 2000                                                                                               | The Wicker Man                          | 9                        | 4                        | 11                       | 39                       | 38                       | 35                       | 3                        | 45                       | 9                        | 5                        | 83                       | —                        | 19                       | Brave New World              |
| 2000                                                                                               | Out of the Silent Planet                | 20                       | —                        | 13                       | 72                       | 66                       | —                        | 10                       | 87                       | —                        | 35                       | —                        | —                        | —                        | Brave New World              |
| 2002                                                                                               | Run to the Hills (2002)                 | 9                        | 11                       | 5                        | 73                       | 86                       | 38                       | 6                        | 60                       | 15                       | 28                       | 75                       | —                        | —                        | Rock in Rio                  |
| 2003                                                                                               | Wildest Dreams                          | 6                        | 26                       | 1                        | 57                       | 27                       | 19                       | 4                        | 45                       | 5                        | 4                        | 68                       | —                        | 11                       | Dance of Death               |
| 2003                                                                                               | Rainmaker                               | 13                       | 7                        | 3                        | 71                       | 36                       | 33                       | 13                       | 98                       | —                        | 35                       | 94                       | —                        | —                        | Dance of Death               |
| 2005                                                                                               | The Trooper (Live)                      | 5                        | 12                       | 5                        | 5                        | 78                       | 16                       | 9                        | 12                       | 34                       | 12                       | 11                       | 67                       | 12                       | Death on the Road            |
| 2006                                                                                               | The Reincarnation of Benjamin Breeg     | —                        | —                        | 1                        | 70                       | 39                       | 18                       | —                        | —                        | 9                        | 1                        | 74                       | —                        | 39                       | A Matter of Life and Death   |
| 2006                                                                                               | Different World                         | 3                        | —                        | 1                        | 99                       | 40                       | 39                       | 3                        | —                        | —                        | 52                       | —                        | —                        | 8                        | A Matter of Life and Death   |
| 2010                                                                                               | El Dorado                               | Pubblicato gratuitamente | Pubblicato gratuitamente | Pubblicato gratuitamente | Pubblicato gratuitamente | Pubblicato gratuitamente | Pubblicato gratuitamente | Pubblicato gratuitamente | Pubblicato gratuitamente | Pubblicato gratuitamente | Pubblicato gratuitamente | Pubblicato gratuitamente | Pubblicato gratuitamente | Pubblicato gratuitamente | The Final Frontier           |
| 2015                                                                                               | Speed of Light                          | —                        | —                        | —                        | —                        | —                        | —                        | —                        | —                        | —                        | —                        | —                        | —                        | —                        | The Book of Souls            |
| 2016                                                                                               | Empire of the Clouds                    | —                        | —                        | —                        | —                        | —                        | —                        | —                        | —                        | —                        | —                        | —                        | —                        | —                        | The Book of Souls            |
| 2021                                                                                               | The Writing on the Wall                 | —                        | —                        | —                        | —                        | —                        | —                        | —                        | —                        | —                        | —                        | —                        | —                        | —                        | Senjutsu                     |
| 2021                                                                                               | Stratego                                | —                        | —                        | —                        | —                        | —                        | —                        | —                        | —                        | —                        | —                        | —                        | —                        | —                        | Senjutsu                     |
| "—" indica una pubblicazione che non si è classificata o che non è stata pubblicata in quel Paese. |                                         |                          |                          |                          |                          |                          |                          |                          |                          |                          |                          |                          |                          |                          |                              |

## Videografia

### Album video
| Anno                                                                                               | Titolo                                                                       | Classifiche | Classifiche | Classifiche | Classifiche | Classifiche | Classifiche | Classifiche | Classifiche | Classifiche | Classifiche | Certificazioni |
| Anno                                                                                               | Titolo                                                                       | UK          | AUS         | FIN         | GER         | NLD         | NOR         | POR         | ESP         | SWI         | US          | Certificazioni |
| -------------------------------------------------------------------------------------------------- | ---------------------------------------------------------------------------- | ----------- | ----------- | ----------- | ----------- | ----------- | ----------- | ----------- | ----------- | ----------- | ----------- | --- |
| 1981                                                                                               | Live at the Rainbow - Pubblicato: maggio 1981 - Etichetta: PMI               | —           | —           | —           | —           | —           | —           | —           | —           | —           | —           | |
| 1983                                                                                               | Video Pieces - Pubblicato: 23 luglio 1983 - Etichetta: PMI                   | —           | —           | —           | —           | —           | —           | —           | —           | —           | —           | |
| 1984                                                                                               | Behind the Iron Curtain - Pubblicato: 23 ottobre 1984 - Etichetta: PMI       | —           | —           | —           | —           | —           | —           | —           | —           | —           | 16          | - US: Oro |
| 1985                                                                                               | Live After Death - Pubblicato: 15 ottobre 1985 - Etichetta: PMI              | 1           | 1           | —           | —           | —           | 2           | 2           | —           | —           | 2           | - CAN: 2× Platino - US: Platino                                                                                   |
| 1987                                                                                               | 12 Wasted Years - Pubblicato: ottobre 1987 - Etichetta: PMI                  | —           | —           | —           | —           | —           | —           | —           | —           | —           | 10          | - US: Oro |
| 1989                                                                                               | Maiden England - Pubblicato: 8 novembre 1989 - Etichetta: PMI                | —           | —           | —           | —           | —           | —           | —           | —           | —           | 6           | - CAN: Oro - US: Oro                                                                                              |
| 1990                                                                                               | The First Ten Years: The Videos - Pubblicato: novembre 1990 - Etichetta: PMI | —           | —           | —           | —           | —           | —           | —           | —           | —           | —           | - CAN: Oro |
| 1992                                                                                               | From There to Eternity - Pubblicato: ottobre 1992 - Etichetta: SMV           | —           | —           | —           | —           | —           | —           | —           | —           | —           | 7           | |
| 1993                                                                                               | Donington Live 1992 - Pubblicato: 10 novembre 1993 - Etichetta: PMI          | —           | —           | —           | —           | —           | —           | —           | —           | —           | —           | - ARG: Platino |
| 1994                                                                                               | Raising Hell - Pubblicato: maggio 1994 - Etichetta: PMI                      | —           | —           | —           | —           | —           | —           | —           | —           | —           | 15          | |
| 2001                                                                                               | Classic Albums - Pubblicato: 4 dicembre 2001 - Etichetta: Eagle Vision       | —           | —           | —           | —           | —           | 9           | —           | —           | —           | —           | - AUS: Oro |
| 2002                                                                                               | Rock in Rio - Pubblicato: 16 luglio 2002 - Etichetta: Sanctuary              | 1           | 3           | 3           | 2           | —           | 2           | —           | —           | —           | 2           | - ARG: Platino - AUS: Oro - CAN: 2× Platino - GER: Oro - POL: Oro - US: Platino                                   |
| 2003                                                                                               | Visions of the Beast - Pubblicato: 2 giugno 2003 - Etichetta: EMI            | —           | 9           | 1           | 41          | —           | 1           | —           | —           | —           | 5           | - AUS: Platino - CAN: 3× Platino - FRA: Oro - FIN: 2× Platino - GER: Oro - UK: Platino - US: 2× Platino           |
| 2004                                                                                               | The Early Days - Pubblicato: 1º novembre 2004 - Etichetta: EMI               | 3           | 32          | 1           | 76          | 23          | 2           | 12          | 1           | —           | —           | - ARG: Platino - AUS: Oro - CAN: Platino - FIN: Platino - FRA: Platino - UK: Oro - US: Platino                    |
| 2006                                                                                               | Death on the Road - Pubblicato: 6 febbraio 2006 - Etichetta: EMI             | 1           | 3           | 1           | —           | —           | 1           | —           | 62          | 78          | 14          | - AUS: Oro - FIN: Oro - FRA: Oro                                                                                  |
| 2008                                                                                               | Live After Death - Pubblicato: 4 febbraio 2008 - Etichetta: EMI              | 1           | 1           | 1           | 1           | —           | 2           | 2           | 1           | 1           | 2           | - ARG: Platino - AUS: Oro - FIN: Oro - GER: Oro - UK: Oro - US: Platino                                           |
| 2009                                                                                               | Flight 666 - Pubblicato: 25 maggio 2009 - Etichetta: EMI                     | 1           | 1           | 1           | 1           | 4           | 1           | 2           | 2           | 1           | 1           | - ARG: Platino - AUS: Platino - CAN: 5× Platino - FIN: Oro - FRA: Platino - GER: Platino - NZL: Oro - US: Platino |
| 2012                                                                                               | En vivo! - Pubblicato: 26 marzo 2012 - Etichetta: EMI                        | 1           | 1           | 1           | 1           | 2           | 1           | 3           | 1           | 2           | —           | - AUS: Oro - CAN: 2× Platino - POL: Oro - US: Platino                                                             |
| 2013                                                                                               | Maiden England '88 - Pubblicato: 25 marzo 2013 - Etichetta: EMI              | —           | —           | —           | —           | —           | —           | —           | —           | —           | —           | |
| "—" indica una pubblicazione che non si è classificata o che non è stata pubblicata in quel Paese. |                                                                              |             |             |             |             |             |             |             |             |             |             | |

### Video musicali
| Anno | Titolo                                  | Regista/i                        |
| ---- | --------------------------------------- | -------------------------------- |
| 1980 | Women in Uniform                        | Doug Smith                       |
| 1981 | Wrathchild                              | Dave Hillier                     |
| 1982 | Run to the Hills                        | David Mallet                     |
| 1982 | The Number of the Beast                 | David Mallet                     |
| 1983 | Flight of Icarus                        | Jim Yukich                       |
| 1983 | The Trooper                             | Jim Yukich                       |
| 1984 | 2 Minutes to Midnight                   | Tony Halton                      |
| 1984 | Aces High                               | Jim Yukich                       |
| 1986 | Wasted Years                            | Jim Yukich                       |
| 1986 | Stranger in a Strange Land              | Julian Caidan                    |
| 1988 | Can I Play with Madness                 | Julian Doyle                     |
| 1988 | The Evil That Men Do                    | Toby Philips, Steve Harris       |
| 1988 | The Clairvoyant                         | Julian Caiden, Steve Harris      |
| 1989 | Infinite Dreams                         | Steve Harris                     |
| 1990 | Holy Smoke                              | Steve Harris                     |
| 1990 | Tailgunner                              | Steve Harris                     |
| 1990 | Bring Your Daughter... To the Slaughter | Steve Harris                     |
| 1992 | Be Quick or Be Dead                     | Wing Ko                          |
| 1992 | From Here to Eternity                   | Ralph Ziman                      |
| 1992 | Wasting Love                            | Samuel Bayer                     |
| 1993 | Fear of the Dark (Live)                 | Samuel Bayer                     |
| 1993 | Hallowed Be Thy Name (Live)             | Samuel Bayer                     |
| 1995 | Man on the Edge                         | Wing Ko                          |
| 1996 | Afraid to Shoot Strangers               | Steve Lazarus, Steve Harris      |
| 1996 | Lord of the Flies                       | Steve Lazarus, Steve Harris      |
| 1996 | Virus                                   | Steve Lazarus, Steve Harris      |
| 1998 | The Angel and the Gambler               | Simon Hilton                     |
| 1998 | Futureal                                | Steve Lazarus                    |
| 2000 | The Wicker Man                          | Dean Karr                        |
| 2000 | Out of the Silent Planet                | David Pattenden, Trevor Thompson |
| 2000 | Brave New World                         | Dean Karr                        |
| 2003 | Wildest Dreams                          | Howard Greenhalgh                |
| 2003 | Rainmaker                               | Howard Greenhalgh                |
| 2004 | No More Lies                            | Mathew Amos                      |
| 2006 | The Reincarnation of Benjamin Breeg     | Mathew Amos                      |
| 2006 | Different World                         | Howard Greenhalgh                |
| 2010 | The Final Frontier                      | Nick Scott Studios               |
| 2015 | Speed of Light                          | Llexi Leon                       |
| 2021 | The Writing on the Wall                 | Nicos Livesey                    |
| 2021 | Stratego                                | Gustaf Holtenäs                  |